# La Celle-sous-Montmirail
La Celle-sous-Montmirail is een plaats en voormalige gemeente in het Franse departement Aisne in de regio Hauts-de-France en telt 112 inwoners (2009). De plaats maakt deel uit van het arrondissement Château-Thierry.

## Geschiedenis
De gemeente maakte deel uit van het kanton Condé-en-Brie totdat het op 22 maart 2015 werd opgeheven en de gemeente werden opgenomen in het op die dag gevormde kanton Essômes-sur-Marne. Op 1 januari 2016 fuseerde de gemeente met Artonges, Fontenelle-en-Brie en Marchais-en-Brie tot de commune nouvelle Dhuys et Morin-en-Brie.

## Geografie
De oppervlakte van La Celle-sous-Montmirail bedraagt 5,9 km², de bevolkingsdichtheid is dus 19 inwoners per km².
De onderstaande kaart toont de ligging van La Celle-sous-Montmirail met de belangrijkste infrastructuur en aangrenzende gemeenten.

## Demografie
Onderstaande figuur toont het verloop van het inwonertal (bron: INSEE-tellingen).
Vanwege een beveiligingsprobleem met de MediaWiki Graph-software is het momenteel niet mogelijk deze grafiek weer te geven. Zodra de software is bijgewerkt zal de grafiek vanzelf weer zichtbaar worden.
Artonges · La Celle-sous-Montmirail · Fontenelle-en-Brie · Marchais-en-Brie